# Julio César Monterroso
Julio César Monterroso Ramírez (Chahal, 22 giugno 1981) è un ex calciatore guatemalteco, di ruolo difensore.

## Caratteristiche tecniche
Terzino destro, poteva essere schierato anche come terzino sinistro.

## Carriera

### Club
Ha giocato fino al 2005 nel Comunicaciones. Nel 2005 è passato allo Xelajú MC. Nel gennaio 2007 si è trasferito al Suchitepéquez. Nel gennaio 2009 ha firmato un contratto con l'Aurora. Nell'estate 2009 è passato al Deportivo Marquense. Nel 2010 si è trasferito allo Juventud Retalteca. Nel 2011 ha firmato un contratto con il Peñarol La Mesilla. Nel 2012 è stato acquistato dall'Halcones LM, squadra con cui ha concluso la propria carriera nel 2013.

### Nazionale
Ha debuttato in Nazionale il 22 giugno 2003, nell'amichevole Honduras-Guatemala (2-1). Ha partecipato, con la Nazionale, alla CONCACAF Gold Cup 2003. Ha collezionato in totale, con la maglia della Nazionale, 7 presenze.